# Scordonia fausta
Scordonia fausta är en fjärilsart som beskrevs av Thierry-mieg 1903. Scordonia fausta ingår i släktet Scordonia och familjen mätare. Inga underarter finns listade.